# Peter Hartmann (Politiker, vor 1831)
Peter Hartmann (* vor 1831; † 10. Juli 1834 in München) war ein deutscher Politiker und bayerischer Bierbrauer aus Winzer.
Peter Hartmann betrieb in Niederwinzer bei Regensburg eine Brauerei. Er gehörte zwischen 1831 und 1834 als Abgeordneter der Klasse V und Vertreter des Regenkreises der Kammer der Abgeordneten des Bayerischen Landtags an. Beschrieben wird er als „aktiv regierungstreu“.